# Kamaishi
Kamaishi (釜石市?, Kamaishi-shi) è una città giapponese della prefettura di Iwate.
La città ha subito diverse distruzioni nel corso della sua storia. Le più recenti sono dovute al terremoto Meiji-Sanriku e conseguente tsunami del 1896, ai pesanti bombardamenti della marina militare degli Stati Uniti nel 1945 e al terremoto e maremoto del Tōhoku del 2011 che ha causato la morte di più di 1 000 abitanti di Kamaishi.